# Даринка Јандрић
Даринка Јандрић (рођ. Кривокапић; Аранђелово, код Требиња, 17. децембар 1910 — Београд, 4. фебруар 2019) била је учесница Народноослободилачке борбе. У тренутку смрти била је и најстарија особа у Србији.

## Биографија
Даринка је рођена под именом Даринка (Томо) Кривокапић, 17. децембра 1910. године у Аранђелову, недалеко од Требиња у данашњој Републици Српској, у Босни и Херцеговини. Била је једна од петоро деце и цео живот је памтила своје родно место. Са само четири године, под утицајем Првог светског рата, Даринка се са породицом преселила у Пећ, а недуго након тога у Никшић. Сећала се трагедије која је задесила њезину породицу када су им запалили кућу и прогнали их. Родитељи су хтели да се дјеца образују, завршила је основну школу, а касније и школу за болничарку. Познавала је Владу Шегрта, народног хероја Југославије. Када се присећала рата, о Сави Ковачевићу и Влади Шегрту, Даринка је говорила: “Били су добри борци и јунаци”.
На почетку Другог светског рата у Југославији, већину су њене породице побиле усташе. Премда је из Аранђелова кренула са Десетом херцеговачком бригадом, током ратног периода је прелазила из бригаде у бригаду, те се нашла и у Трећој и Петој пролетерској бригади, а напослетку и у дивизији Данила Комненовића. Била је првоборац, носилац партизанске споменице од 1941. године, те ордена заслуга за народ са сребрним зрацима, ордена братства и јединства са сребрним венцем, ордена за храброст и још др. Као болничарка дивизије била је учесник у биткама на Неретви и Сутјесци. 
Након рата, упознала је Душана Јандрића, такође носилац партизанске споменице од 1941.године. Изродила је двоје деце, Рајка и Вукосаву. Поред двоје деце које су Душан и Даринка добили, подигла је и његову децу из ранијих бракова.
Живела је у Београду од 1962. године у својој породичној кући на Бањици коју је саградила сама са својим супругом Душаном. Пензионисана је са чином старијег водника у Копненој војсци ЈНА.
Године 2017, током гостовања на Херцег ТВ-у, говорила је да се рата није плашила, те да се водила паролом: „Ако погинем, погинем!”. Водила је миран и повучен живот, никад није желела медијски да се експонира изузев емисије за Херцег ТВ у којој је једино гостовала, пошто је родом из тих крајева. Последње године живота уз свакодневну бригу своје деце Рајка и Вукосаве, провела је са ћерком у стану свог зета Небојше.
Даринка је преминула 4. фебруара 2019. године у Београду у доби од 108 година и 48 дана. Покопана је 7. фебруара 2019. године уз војне почасти на београдском Новом гробљу.
Након њене смрти, две године млађа Надежда Павловић са Врачара, постала је најстарија позната жива особа у Србији.